# المالو، کمین
المالو، کمین (به لاتین: Almaluu, Kemin) یک منطقهٔ مسکونی در قرقیزستان است که در استان چوئی واقع شده‌است.

## خصوصیات
المالو ۱٬۱۱۵ متر بالاتر از سطح دریا واقع شده‌است.